# SŽD-Baureihe К
Die SŽD-Baureihe K ist eine für Wechselspannung mit 25 kV und 50 Hz ausgelegte Lokomotive der SŽD für den Güterverkehr. Die Abkürzung K steht für die Initialen von Кремний Диод (Siliziumdioden). Sie wurden von 1961 bis 1962 von den deutschen Werken SSW und Krupp ausgeliefert. Sie sind eine der ersten Elektrolokomotiven der SŽD mit einem statischen Wandler aus Halbleitertechnik. Die Lokomotiven schieden 1978 aus dem aktiven Dienst aus und keine Lokomotive ist erhalten geblieben.

## Historie
Zum Ende der 1950er Jahre wurden bei der Elektrolokomotivenfabrik Nowotscherkassk die Elektrolokomotiven der Reihe ВЛ60 ausgeliefert, welche eine Gleichrichtereinheit aus Ignitronen besaßen. Obwohl die Elektrolokomotiven für Wechselspannung unbestritten denen für Gleichspannung überlegen waren, besaßen sie doch eine Anzahl von Unzulänglichkeiten. Das betraf besonders die großen Ausmaße der Ignitronen und deren Kühlung mit Kühlflüssigkeit. Umso offensichtlicher war der Vorzug von Geräten aus Halbleitertechnik, besonders der Gleichrichter basierend auf Silicium. Diese Geräte konnten in einem wesentlich breiteren Temperaturbereich arbeiten und besaßen einen wesentlich höheren Wirkungsgrad, so dass für sie eine reine Luftkühlung ausreichte.
Darum schrieb das Ministerium für Verkehr und Nachrichtenwesen 1959 einen Auftrag über die Ausarbeitung einer sechsachsigen Lokomotive der Reihe ВЛ62 aus. Um Erfahrungen zu sammeln wurden gleichzeitig 20 sechsachsige Lokomotiven für Wechselspannung und mit statischem Wandler aus Halbleitern bei den westdeutschen Firmen SSW und Krupp bestellt. Im März 1961 wurde die erste Lokomotive hergestellt, sie erhielt die Bezeichnung K-01 und wurde auf einem Streckenabschnitt im Saarland erprobt. Für die Überprüfung erhielt die Lokomotive eine provisorische Zug- und Stoßeinrichtung. Dadurch konnte die Leistungsfähigkeit der Lokomotive nicht voll ausgeschöpft werden, und die Überprüfung wurde mit einem Zug von lediglich 2.000 t Masse durchgeführt. Die Überprüfung wurde mit lediglich drei angeschlossenen Fahrmotoren eines Drehgestelles vollzogen, das andere Drehgestell lief als Laufdrehgestell mit. Ab der zweiten Hälfte des Jahres 1961 kamen dann die Elektrolokomotiven der Reihe K in die UdSSR. Sie wurden im August des Jahres auf dem Abschnitt Oscherelje – Pawelez der Moskowskaja schelesnaja doroga überprüft. Die Lokomotive K-02 wurde nach dem Bau zur Überprüfung auf den Gleisring des Allrussischen Forschungsinstitutes für Schienenverkehr zur Kraft-Energie-Überprüfung überstellt. Bei dieser Überprüfung wurde ein Leistungskoeffizient von 0,86 und ein Gesamtwirkungsgrad von 0,83 bei der Lokomotive bestimmt. Gleichfalls wurde ihre Kraft-Leistungs-Charakteristik erstellt.
1962 wurden alle Elektrolokomotiven der Reihe K zum regulären Betrieb in das Depot Kawkasskaja der Sewero-Kawkasskaja schelesnaja doroga gegeben. Betrieben wurden sie hauptsächlich auf dem Abschnitt Bataisk – Kawkasskaja. Der größte Nachteil der Lokomotiven bestand in der ungenügenden Kommutierung der Elektromotoren der Hilfsmaschinen, was zu einer starken Funkenbildung und dadurch zu einer Verschmutzung des Maschinenraumes führte. Betrieben wurden die Lokomotiven nicht lange, da Ersatzteile nicht beschafft wurden und somit die Instandhaltung unterblieb. Schon Anfang 1976 waren im Depot Kawkasskaja nur noch sieben Maschinen vorhanden, und zum Ende desselben Jahres waren es nur fünf einsatzfähige Lokomotiven (die Nummern 2, 9, 11, 13 und 17). Die Lokomotive mit der Inventarnummer 4 war an die Elektrolokomotivenfabrik Nowotscherkassk gegeben worden. 1978 waren alle noch vorhandenen Elektrolokomotiven der Serie K abgestellt und bald darauf ausgemustert.